# Route nationale 10 (Guadeloupe)
Pour les articles homonymes, voir Route nationale 10.
La route nationale 10, ou RN 10, est une route nationale française en Guadeloupe de 5,6 km, qui relie Moudong à la Pointe de Jarry dans la commune de Baie-Mahault.